# استودان شماره ۳ چین
استودان شماره ۳ چین مربوط به الیمائی است و در شهرستان بویراحمد، بخش لوداب، تنگ دومن واقع شده و این اثر در تاریخ ۷ مهر ۱۳۸۱ با شمارهٔ ثبت ۶۲۷۶ به‌عنوان یکی از آثار ملی ایران به ثبت رسیده است.